# Tavey
Tavey era una comuna francesa situada en el departamento de Alto Saona, de la región Borgoña-Franco Condado, que el 1 de enero de 2019 pasó a ser una comuna delegada de la comuna de Héricourt.

## Demografía
| 215 | 250 | 275 | 360 | 337 | 330 | 403 | 488 | 504 |
| Para los censos de 1962 a 1999 la población legal corresponde a la población sin duplicidades (Fuente: INSEE [Consultar]) |     |     |     |     |     |     |     |     |